# Chaim Rumkowski
Mordechai Chaim Rumkowski (27. februar 1877 – 28. august 1944) var en polsk jøde, der fungerede som den af de tyske nazistiske myndigheders udnævnte leder af Judenrat (= jøderådet), de jødiske myndigheder i Łódź-ghettoen under anden verdenskrig.

## Liv og virke
Łódź havde i 1939 omkring 750.000 indbyggere, hvoraf en tredjedel var jøder. Rumkowski var talsmand for en "redning gennem arbejde"-politik, hvor så mange jøder som muligt skulle beskæftiges i tysk industri og derved sikres overlevelse. Łódź var den grimmeste og mest industrialiserede af de polske byer, ligesom Manchester domineret af tekstilindustri og et utal umoderne bedrifter. Tyskerne åbnede en ghetto i byen allerede i februar 1940. Łódź-ghettoen var dermed nazisternes første ghetto, og med omkring 160.000 indbyggere blev den i størrelse kun udkonkurreret af Warszawa-ghettoen. Łódź-ghettoen var også den af nazisternes ghettoer, der eksisterede længst; den blev ikke afviklet før i august 1944, sandsynligvis pga sin økonomiske betydning og Rumkowskis personlighed.
Før Nazi-Tysklands invasion af Polen var Rumkowski en ubetydelig, falleret forretningsmand, der havde slået sig ned i Łódź i 1917. I 1940 var han en barnløs enkemand i 60'erne, kendt som en energisk og autoritær fyr, blandt andet leder af et børnehjem for forældreløse. Der gik rygter om, at han havde antastet flere af stedets forældreløse pigebørn.
Den 13. oktober 1939 udnævnte den tyske besættelsesmagt ham til Judenälteste (= jøde-ældste), dvs. leder for Judenrat i Łódź. Hvordan han opnåede denne stilling, er ukendt, men måske gik han selv ind for det. I denne stilling rapporterede han direkte til lederen for den nazistiske ghettoadministration, Hans Biebow, og havde personligt ansvaret for at skaffe ghettoens indbyggere varme, arbejde, mad, hus og sundhedsvæsen. 5. april 1940 sendte Rumkowski en anmodning til den tyske besættelsesmagt om tilladelse til at sætte sin arbejdsplan ud i livet. Hvis tyskerne leverede råstoffet, kunne jøderne fremstille slutprodukterne og få betalt i penge og mad. 30. april 1940 blev hans tilbud accepteret, med én betydelig ændring - arbejderne ville kun få betalt i mad, og intet blev aftalt om, hvor store forsyninger der var tale om, eller hvor ofte maden blev leveret. Hans navn blev benyttet som kaldenavn på ghettoens valuta (rumki eller chaimki), ligesom han blev afbildet på ghettoens frimærker. 27. december 1941 giftede han sig med en langt yngre kvinde, juristen Regina Wajnberger (1907-44).
Rumkowski var kendt for sin hensynsløshed og for seksuelle overgreb, hvor han truede sine ofre til tavshed ved at true dem med deportering. På den vis blev han også af med sine politiske modstandere (zionister og kommunister). Rumkowski tolererede ikke unyttige munde, og sørgede for, at størrelsen på madrationen afhang af udført arbejde. Hans jødiske politi og stikkere kontrollerede ghettoen og lykkedes godt i at forhindre livsnødvendige madforsyninger i at indsmugles. Selv kørte han rundt i byen med hest og vogn for at tage de ulige virksomheder i øjesyn og modtage den forventede hyldest fra sine undersåtter. 1. juni 1942 beordrede han sine ortodokse undersåtter at barbere skægget væk og lægge frakkerne op. Samtidig var han også selv offer for overgreb. I juni 1944 kom Biebow ind på Rumkowskis kontor og pryglede den gamle mand så læsterligt, at han måtte på sygehus.

## Giv mig jeres børn
Han huskes af mange for sin rystende og tragiske tale 4. september 1942, "Gi' mig jeres børn". Efter åbningen af udryddelseslejren Chelmno i slutningen af 1941, tvang tyskerne Rumkowski og det jødiske råd til at organisere deportationen af en del af ghetto-befolkningen. Sommeren 1942 var 55.000 jøder fra Łódź allerede myrdet i Chelmno, men i september 1942 forlangte tyskerne nok en masseudflytning, og afkrævede ghettoen 20.000 børn og gamle til tilintetgørelse i Chelmno. Rumkowski bad indbyggerne om at udlevere børn under ti år og personer over 65, så andre kunne overleve; men kun 877 jøder overlevede nedlukningen af ghettoen i 1944, de fleste fordi polakker holdt dem skjult.
Rumkowski forklarede, at tyskerne først havde forlangt 24.000 udleveret de næste 8 dage, men at han havde forhandlet antallet ned til 20.000, forudsat, at det drejede sig om børn under ti år. Imidlertid stod kun 13.000 børn og gamle til rådighed, så kvoten måtte fyldes ved hjælp af syge. "Jeg må skære lemmerne af for at frelse kroppen. Jeg er nødt til at tage børnene, for hvis jeg ikke gør det, gør andre det." Straks stormede forældre til børn lige under tiårsalderen hen til folkeregisterets kontor i håb om at få børnenes fødselsdato ændret. Oskar Singer, der var kommet til ghettoen fra Böhmen, beskrev et kaos af skrigende, grædende mennesker. 5. september var der udgangsforbud og lastbiler med jødisk politi kørte op foran lejegårdene, de havde på listen, og omringede hver bygning. Et skud blev affyret som signal om, at alle skulle komme ned i gården til udvælgelse. Tyskerne havde lovet det jødiske politi og brandvæsen, der udførte razziaerne, at deres nære familie ville blive skånet. Politifolks og højere funktionærers børn var gemt væk i sikkerhed. Men tyskerne lagde mærke til, at det jødiske politi ikke arbejdede hurtigt nok, og overtog aktionen med langt større brutalitet, end jødiske politifolk havde udvist. Ethvert forsøg på modstand resulterede i skydning. Udgangsforbudet blev ophævet 8 dage senere, 12. september, da aktionen var omme. Fabrikkerne genåbnede 14. september.

## Hans endeligt
Rumkowski blev selv deporteret til koncentrationslejren Auschwitz, og der findes flere versioner af hans endeligt. Den ene lyder, at han under afviklingen af ghettoen forsøgte at redde sin bror Jozef, men Hans Biebow foreslog, at han i stedet kunne slå følge med broren, hvad han så gjorde. En anden version forlyder, at Biebow udstyrede Rumkowski med et brev til kommandanten i koncentrationslejren, han skulle deporteres til, for derved at sikre ham god behandling. Rumkowski skal dernæst have bedt Biebow om at sørge for, at han og hans familie blev fragtet til Auschwitz, som det sømmede sig for en mand af hans rang, dvs. i en specialvogn bag de kreaturvogne, der fragtede de øvrige jøder. Biebow skal personligt have kørt Rumkowski til toget og fulgt ham og hans nærmeste familie til vognen; men straks Biebow vendte sig væk, trådte Schupo-vagten frem og fyldte - sandsynligvis på ordre fra Biebow - vognen op med jøder, til der var 80 personer i Rumkowskis vogn.
Dov Paisicovic, en ungarsk jøde og overlevende medlem af Auschwitz' Sonderkommando, forklarede 2. august 1964, at han og hans kolleger dræbte Rumkowski på vegne af jøder, der tidligere var deporteret fra Łódź, og havde bedt dem om at hævne sig på Rumkowski. Han havde forrådt sine trosfæller ved at forsikre, at de blev overført til en arbejdslejr. Ifølge Paisicovic havde SS bragt Rumkowski og hans kønne unge kone i bil til krematorium II, hvor Sonderkommando viste ham, hvor han havde fået sendt andre jøder, hvorpå de pryglede ham til døde. De anså sig for en domstol, der tildelte en retfærdig straf.
Den overlevende Joe Rosenblum forklarede derimod, at Rumkowski var blevet fragtet på båre til krematoriet. Han og de andre i Sonderkommando havde lige set de jødiske politifolk fra Łódź komme ud af kreaturvognene. Josef Mengele havde valgt dem til at leve og sendes i arbejdslejr. Men flere i Sonderkommando havde tilhørt undergrundsbevægelsen i Łódź og var blevet arresteret og deporteret netop af de politifolk. Nu skyndte de sig over til dem og pegede på køen, der førte til gaskammeret. Rumkowski på sin båre befandt sig også i den kø, men vidste ikke, hvor han var. Ifølge Rosenblum skal han have spurgt ham, hvad der foregik. Rosenblum svarede vredt, at det her var Auschwitz - hvorpå Rumkowski angiveligt slog sig for panden i fortvivlelse og begyndte at fremsige en jødisk bøn.